# Sop (veevoer)

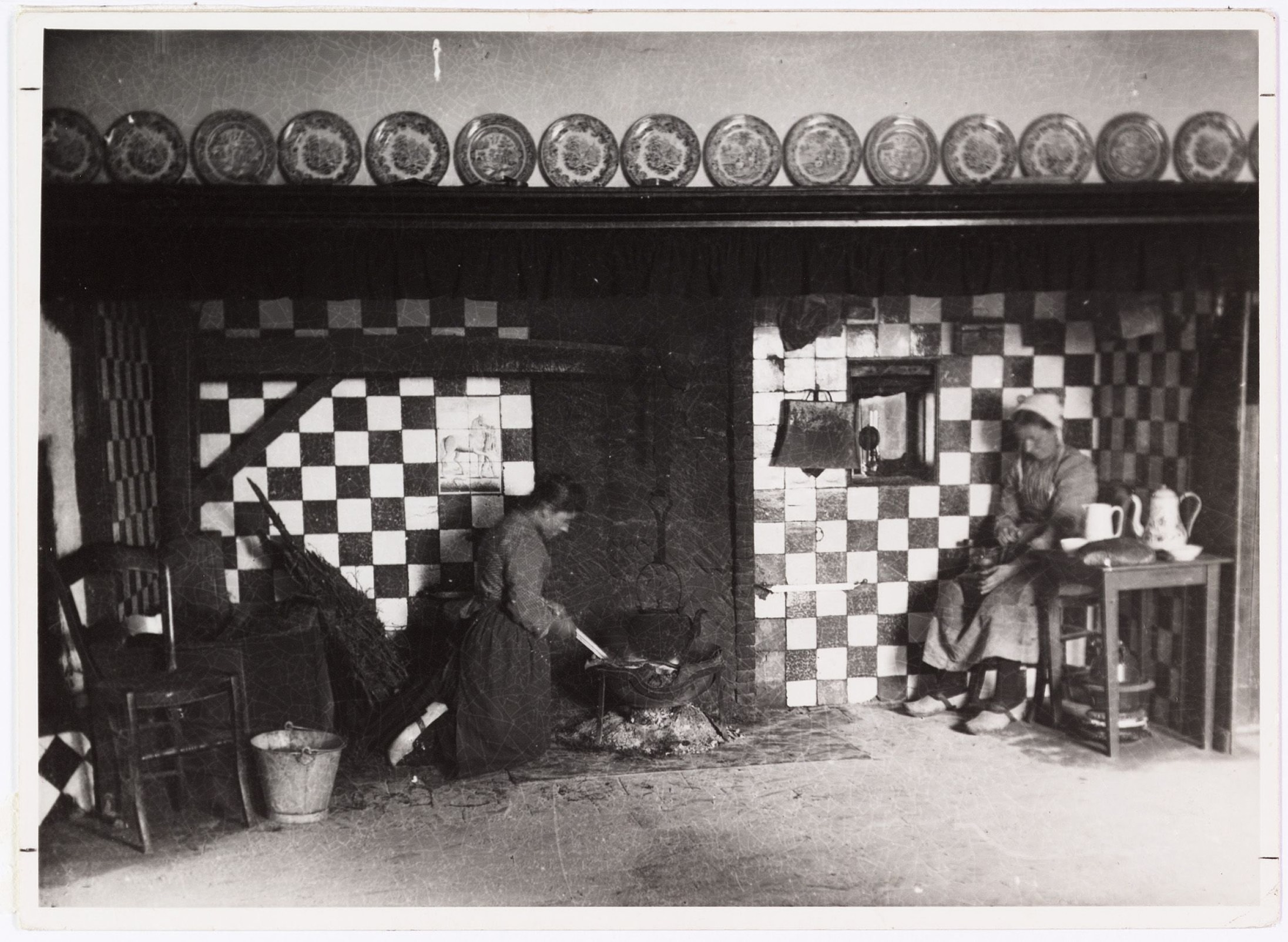
Een schouw met open vuur waarboven een kookketel, hangend aan een draaier. Foto Henri Berssenbrugge, ca. 1904.

Een sopkarretje met strowis en sopketel, ca. 1860.

Sop, ook wel bras genoemd, is gekookt veevoer dat vroeger in de Kempen en Peelland het hele jaar door aan koeien, paarden en varkens werd gevoerd. In de winter kreeg het vee driemaal per dag lauwe sop. In de zomer werd tweemaal per dag koude sop gegeven als bijvoer.
Sop werd gekookt van alles dat maar enigszins eetbaar was, van knolrapen en boekweit tot etensresten en groenteafval. Dat mengsel werd overgoten met water en er werd een dikke laag graan over gestrooid met daarbij haksel van stro. Ten slotte werd het sop afgemaakt met haver- of roggemeel.
Het sop werd gekookt in een sopketel, ook wel koeketel genoemd, een moeilijk te vervoeren ketel van minstens 100 liter. De ketel werd met behulp van een schroefhaal in de schouw opgehangen aan het uiteinde van een draaier, een houten galg die het gewicht van de volle ketel kon dragen. Als het sop boven het open vuur gaar was gekookt werd de draaier uit de schouw weggedraaid. Door de haal uit te schroeven werd de koeketel vervolgens neergelaten op een sopkarretje. De ketel landde daar op een strowis, een dikke ring van gevlochten roggestro die zorgde voor een stabiele ligging. Met dat karretje werd de ketel naar de voergang in de stal gereden.
Later ontstond een ontwikkeling waarbij in de voergang een oven werd gebouwd waarin de sopketel werd ingemetseld. De oven kon door een stookgat in de brandmuur vanuit de schouw worden gestookt. Omdat de volle koeketel niet langer vervoerd hoefde te worden kon men nog grotere ketels toepassen.
Toen door de opkomst van veevoederfabrieken het veevoer goedkoop in brokvorm te verkrijgen was schakelden de veehouders massaal over op fabrieksvoeder. Het koken van sop raakte daarmee in onbruik.